# Babik József
Babik József (Mezőtúr, 1862. március 8. – Tarnaszentmiklós, 1928. január 28.) római katolikus segédlelkész, tanítóképzői tanár, plébános, író, költő és irodalomtörténész.

## Élete
Gimnáziumi tanulmányait szülővárosának református kollégiumában végezte el. Egyházi iskoláit a szatmári jezsuitáknál, az egri érsekségen és Budapesten végezte a papneveldében, ahol teológiát tanult.
1884-ben szentelték pappá. 1886-ban az Egri Érseki Tanítóképzőben kapott állást mint magyar nyelv és irodalom tanár. Tizenöt évvel később, 1899-ben már az iskola igazgatói posztját töltötte be. Tanári munkája alatt Solymoson, Apátfalván, majd Alsó-Miskolcon lett segédlelkész. 1902-től Tiszabábolnán, 1920-tól Tarnaszentmiklóson volt plébános.
Irodalmi munkásságát főként katolikus szellemiségű lapoknál végzett munkáin keresztül lehet szemléltetni. Úgynevezett iránycikkeket, elbeszéléseket és recenziókat írt a következő lapok hasábjain: Magyar Állam, Magyar Korona, Összetartás (1883–1888), Religio (1887), Magyar Katholikus (1886), Egri Irodalmi Szemle, Katholikus Hetilap, Katholikus Társadalom, Mezőtúr és Vasárnapi Lapok. Ezenkívül a Jó Pásztor VII., VIII. és Borromaeus I. kötetébe írt egyházi beszédeket.
A fiatal Krúdy Gyula így írt róla az Előkelő Világ című lap hasábjain: „Páter Hilárius és Fráter Jukundián víg tréfáira melyikünk ne emlékeznék? Jókedvvel és tréfás hangulattal mártjuk meg a kalamust, amikor leírjuk Babik József nevét. Azok közül az írók közül való, akik csendesen, szerényen munkálkodnak, de sokkal több eredménnyel, mint azok, akik a reklám dobját verik. Komoly egyházi munkássága nagyon számottevő irodalmunkban, de nem kevésbé számottevő az a másfélezer adoma is, amit Babik József víg Hilárius páterével meg a pajkos Fráter Jukundiánnal, Gaudenciusszal, a tréfás novíciussal elmondat. Jeles költőt tisztelünk Babik Józsefben, amint e lapok olvasói azt tudják, az ő lantján fakadó dal mélységekbe, szelíd, lombkoszorús völgyekbe ringatja a lelket, ahol a patak vize lehajló bokrok tavaszi levelei alatt fut csendesen locsogva.”

## Művei
- Katholikus vallásos költészetünk (1883)
- Emléksorok (1887)
- A hivő keresztény karácsonyfája (1887)
- Százszorszépek (1888)
- Nefelejts-szál (1888)
- Vallás és szinpad (1888)
- Keresztény anyák tüköre (1888)
- A szenvedő Jézus győzelemjelvényei (1889)
- Nazareti gyöngyvirág (1889)